# Apollo 5
Apollo 5 ou AS-204 (Apollo-Saturn 204) est la quatrième mission du programme spatial Apollo de l'agence spatiale américaine, la NASA, dont l'objectif est d'amener les premiers hommes sur la Lune. Apollo 5, qui n'emporte pas d'équipage a pour objectif de tester le fonctionnement du module lunaire dans l'espace. Celui-ci est placé sur une orbite terrestre le 22 janvier 1968 par une fusée Saturn IB. Le vol permet de vérifier l'intégrité de la structure du module lunaire dans le vide et de faire fonctionner les moteurs de ses deux étages. La mission remplit tous ses objectifs.   

## Préparation et objectifs

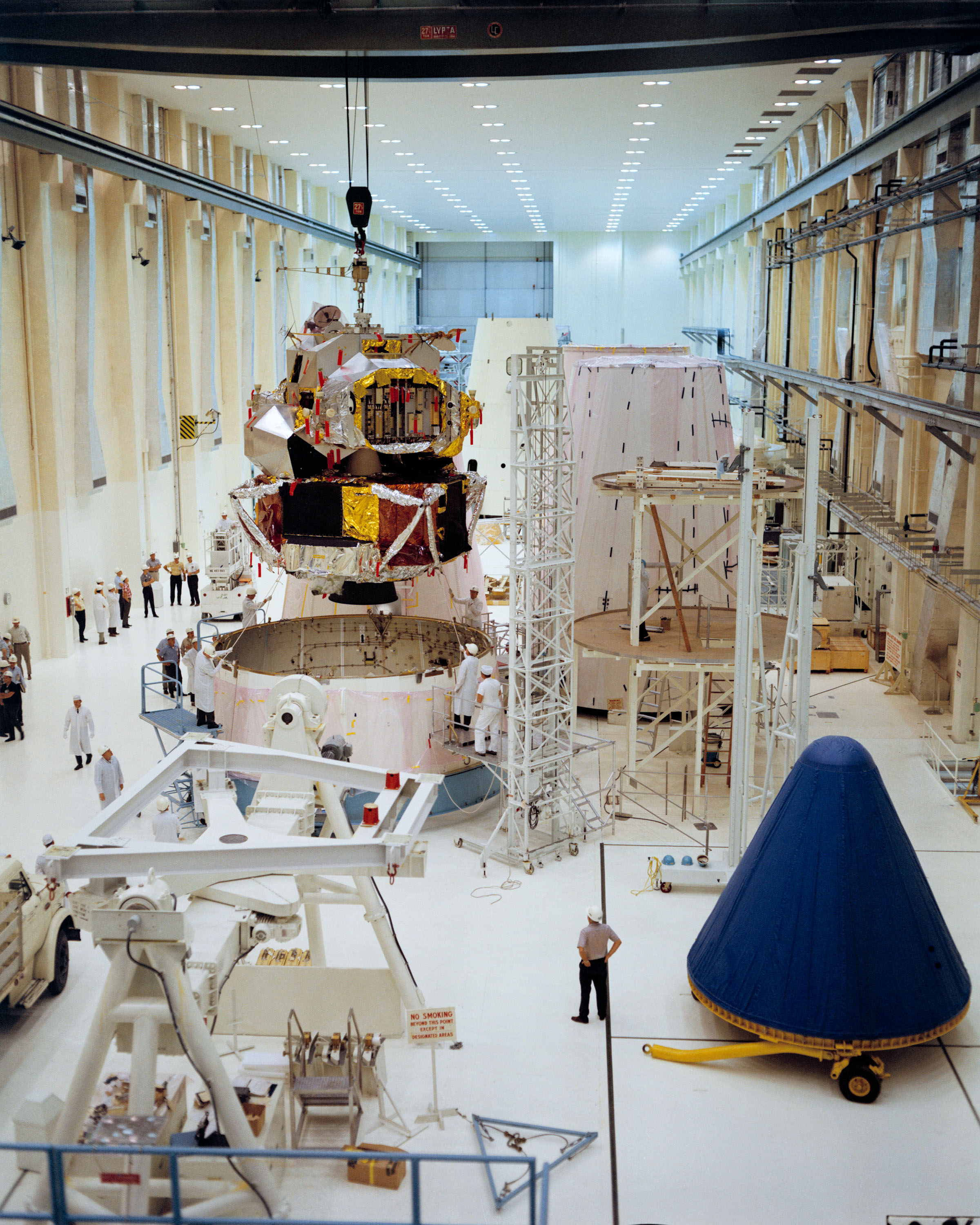
Essais au sol du module lunaire (LM-1).

La mission Apollo 5 devait tester le module lunaire en milieu réel, c'est-à-dire hors atmosphère et sous très basses pressions. En particulier, ses moteurs d'ascension et de descente ont été vérifiés, ainsi que sa capacité à effectuer les manœuvres de séparation adéquates. Le moteur de descente était le premier propulseur réglable envoyé dans l'espace.
La mission devait également effectuer une manœuvre d'urgence (« fire in the hole ») consistant à activer les moteurs d'ascension alors que l'étage de descente est encore attaché — ce qui se produirait en cas d'abandon de la mission en cours d'alunissage.
Tout comme Apollo 4, ce vol fut retardé, à cause notamment du module lunaire. Le lancement était prévu pour avril 1967, mais des délais supplémentaires, liés entre autres à des défauts techniques et de fabrication, repoussèrent l'échéance de plusieurs mois. Le module lunaire arriva finalement le 23 juin 1967, transporté par Super Guppy. Après près de quatre mois de tests et de réparations, il fut fixé sur le lanceur le 19 novembre.
Le 17 décembre 1967, un essai du module lunaire révéla un défaut : une fenêtre du LM-5 se brisa lors de la pressurisation de la cabine à 39 kPa. Les hublots internes et externes, ainsi que le verre acrylique qui les recouvrait, éclatèrent lorsque la pression atteignit 35 kPa. Le 28 décembre 1967, il fut décidé que les fenêtres de verre du module LM-1 seraient remplacées par des panneaux d'aluminium, comme précaution par rapport au problème observé sur LM-5.

## Déroulement du vol

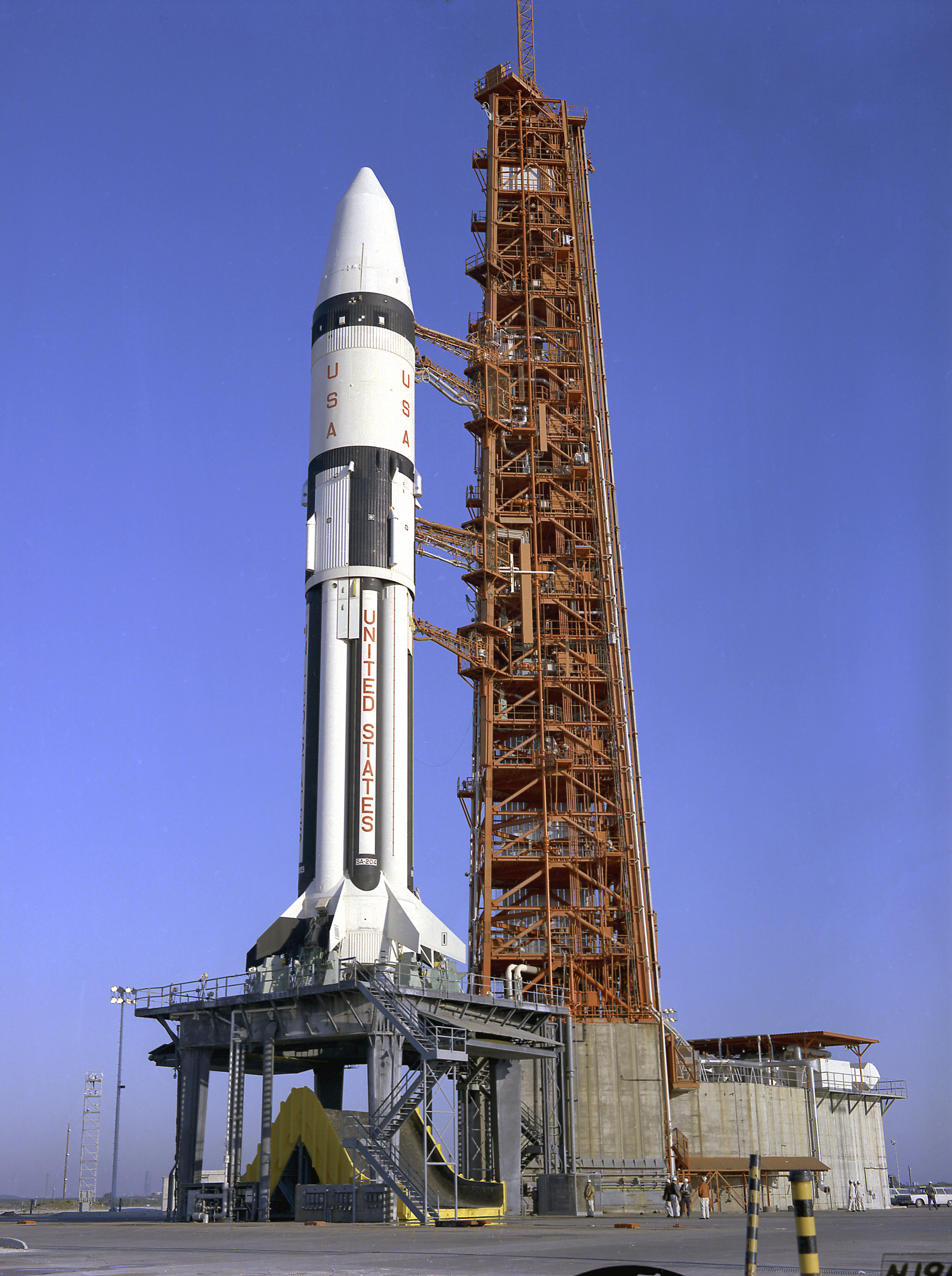
La fusée Saturn IB sur le site de lancement.

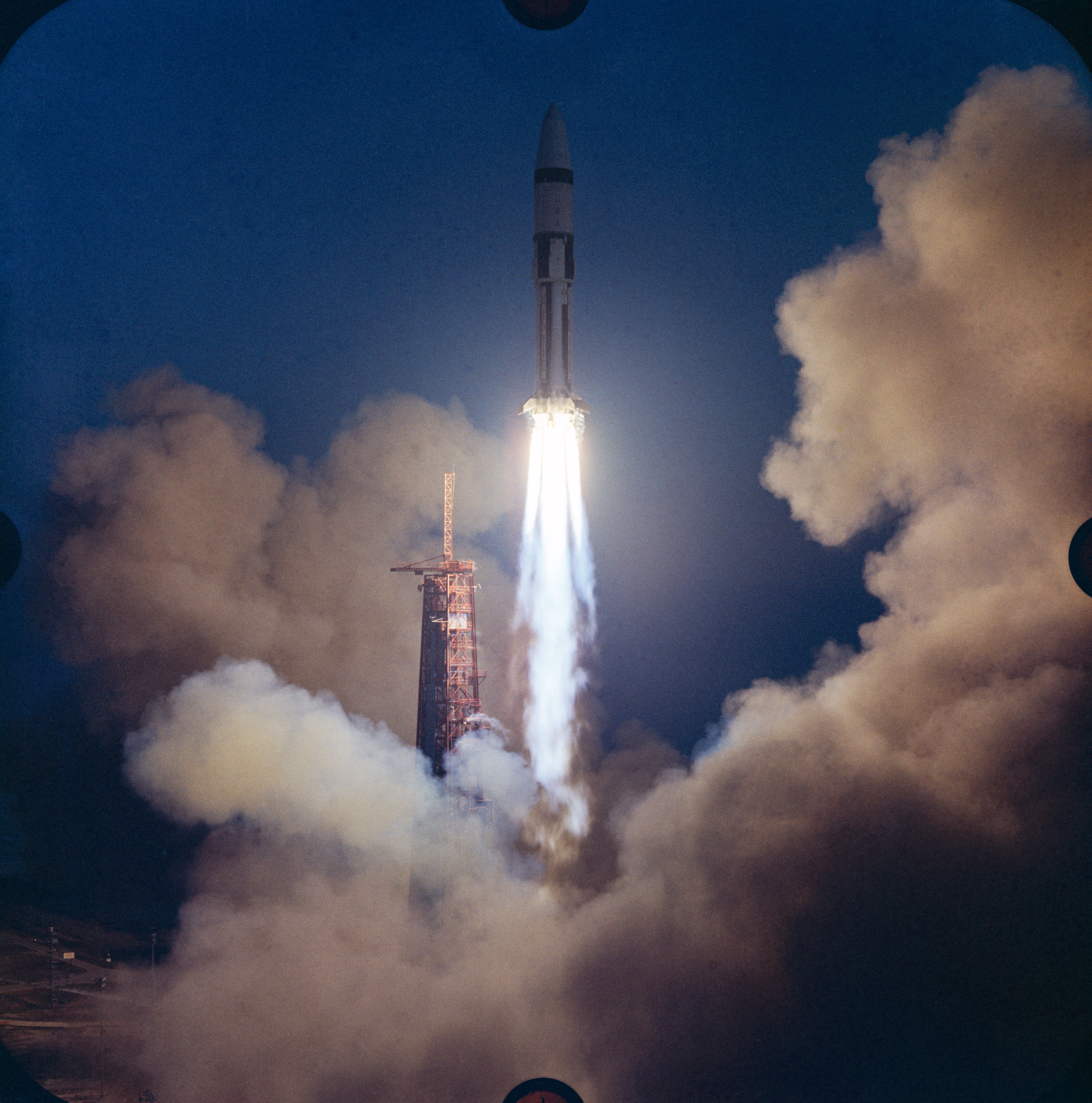
Le décollage

Le lanceur destiné à placer Apollo 5 en orbite fut une fusée spatiale Saturn IB, moins puissante — et moins coûteuse — que Saturn V, mais suffisante pour placer un module en LEO ou en orbite elliptique. La fusée Saturn IB AS-204 utilisée pour Apollo 5 était à l'origine destinée pour Apollo 1. Elle n'avait pas subi de dommages lors de l'accident qui coûta la vie aux astronautes de cette première mission, et fut réassemblée au Launch Complex 37B pour le lancement d'Apollo 5.
Comme prévu, les fenêtres du LM-1 furent remplacées par des panneaux d'aluminium. Pour écourter les délais, déjà importants, de préparation du module lunaire, il fut décidé de se passer du train d'atterrissage puisqu'il n'aurait pas à se poser. Le vol ne transportant pas d'équipage, la tour de sauvetage fut également supprimée. Cette tour de sauvetage se plaçant en haut du vaisseau, au sommet de la fusée, son absence eut pour conséquence un raccourcissement du lanceur complet, haut finalement de 55 m.
Le 22 janvier 1968, huit mois après la date prévue pour le lancement, Apollo 5 décolla juste avant le crépuscule. Le lanceur Saturn IB fonctionna parfaitement, plaçant le second étage et le module lunaire en orbite elliptique 163 km × 222 km. Ce dernier se sépara 45 minutes plus tard pour se placer en orbite 162 km × 214 km, effectua deux révolutions puis engagea son moteur de descente pendant 39 secondes. Cette durée fut rallongée par l'ordinateur de bord après quatre secondes, car il détectait une accélération trop faible. En réalité, les réservoirs étaient partiellement pressurisés et l'accélération maximale ne pouvait être atteinte qu'après quelques secondes supplémentaires. Les contrôleurs au sol désactivèrent l'ordinateur de bord, puis entamèrent une procédure de test automatique. Le moteur de descente fut activé encore deux fois, puis la manœuvre « fire in the hole », puis le moteur d'ascension.
Après quatre orbites, la mission fut terminée et les deux étages de la fusée laissés à l'abandon. Ils s'écrasèrent dans l'océan Pacifique à quelques centaines de kilomètres de Guam, le 12 février. L'étage ascensionnel du module lunaire (1968-007A) chuta le 24 janvier 1968. L'étage de descente (1968-007B) chuta le 12 février 1968.

## Données détaillées

### Paramètres de vol
- Mission : Apollo 5/LM-1 (AS-204) sur lanceur Saturn IB
- Masse du vaisseau : 14 360 kg

- Paramètres orbitaux :
  - orbite terrestre elliptique ;
  - périgée : 162 km ;
  - apogée : 214 km ;
  - période : 89,5 min.

### Insigne de la mission
Cet insigne ne fut pas dessiné par la NASA, mais par les ingénieurs de Grumman qui ont construit le module lunaire. Elle représente la manœuvre d'urgence « fire in the hole », effectuée par un module sans trains d'atterrissage. Au-dessous, le globe terrestre, rappelant le lieu de la mission. La Lune est représentée dans le coin en haut à droite.
On peut y lire, en lettres blanches majuscules, « LM-1 » et « APOLLO-5 ».

## Source
- (en) Cet article est partiellement ou en totalité issu de l’article de Wikipédia en anglais intitulé « Apollo 5 » (voir la liste des auteurs).